# Đạo mộ bút ký (tiểu thuyết)
Đạo mộ bút ký (giản thể: 盗墓笔记, phồn thể: 盜墓筆記, bính âm: Dàomù bǐjì) là một bộ tiểu thuyết về các cuộc phiêu lưu trộm mộ của Ngô Tà, một chàng trai trẻ có xuất thân từ gia đình có truyền thống trộm mộ lâu đời. Tác giả bộ tiểu thuyết là Từ Lỗi (徐磊), hay còn được biết đến bằng bút danh Nam Phái Tam Thúc (南派三叔).
Ban đầu bộ tiểu thuyết được đăng tuần tự trên trang website văn học trực tuyến "Khởi điểm Trung văn" (giản thể: 起点中文网; phồn thể: 起點中文網; nghĩa đen 'Trang mạng điểm bắt đầu của văn học Trung Quốc'), một trang web của Trung Quốc chuyên xuất bản, viết và đọc tiểu thuyết trực tuyến. Được viết trong thời gian 5 năm và xuất bản thành chín cuốn tiểu thuyết riêng biệt, đây là bộ tiểu thuyết nổi tiếng nhất ở Trung Quốc từ năm 2007 với hàng triệu người hâm mộ và hơn 20 triệu bản được bán ra.
Cùng với Ma thổi đèn, Đạo mộ bút ký đã góp phần rất lớn trong việc tạo ra một cơn sốt và trào lưu viết tiểu thuyết đề tài trộm mộ có yếu tố siêu nhiên tại Trung Quốc.

## Cốt truyện
Vào năm 1952, một nhóm trộm mộ đã tìm được những bản đồ về vị trí của một kho báu thời Chiến Quốc, nhưng trong cuộc chạm trán với một cương thi đã khiến nhóm này gần như chết sạch. Hiện tại, người cháu trai của kẻ sống sót duy nhất, Ngô Tà, phát hiện ra bí mật trong các ghi chú của ông nội mình được gọi là Đạo mộ Bút ký, trong đó có đề cập kiến thức cả đời của một gia tộc trộm mộ danh tiếng ở Trường Sa, Hồ Nam.
Xuất thân Phú nhị đại của một gia tộc từng rất giàu có, Ngô Tà sau khi tốt nghiệp lại mở một cửa hàng buôn bán đồ cổ. Ngày qua ngày, Ngô Tà tưởng rằng cả đời mình sẽ trở nên nhàm chán, không ngờ đến lại phát hiện Đạo mộ Bút ký của ông nội cùng vật được lấy ra khỏi cổ mộ kinh hoàng năm đó: Sách lụa Chiến Quốc.
Vì muốn làm một chuyện cả đời mình không hối hận, Ngô Tà cùng với chú ba của mình, Ngô Tam Tỉnh, và một vài trộm mộ giàu kinh nghiệm khác, lên kế hoạch tìm kiếm kho báu dựa theo gợi ý của cuốn sách lụa huyền bí này. Tham gia vào những cuộc phiêu lưu kỳ bí trong 8 tập truyện, Ngô Tà dần làm sáng tỏ những bí ẩn đã bị ẩn giấu hàng thiên niên kỷ, thế giới quan ngây thơ của anh sụp đổ khi phát hiện ra những người xung quanh không giống như những gì họ thể hiện.

## Bố cục sách

### Chính
| Đầu sách | Nội dung                                                          |         |                               |
| -------- | ----------------------------------------------------------------- | ------- | ----------------------------- |
| Quyển 1  | Thất tinh Lỗ vương cung (七星鲁王宫) và Nộ hải Tiềm sa (怒海潜沙) |         |                               |
| Quyển 2  | Tần Lĩnh thần thụ (秦岭神树)                                      |         |                               |
| Quyển 3  | Vân Đỉnh Thiên cung (云顶天宫)                                    |         |                               |
| Quyển 3  | Vân Đỉnh Thiên cung (云顶天宫)                                    | Quyển 4 | Xà chiểu Quỷ thành (蛇沼鬼城) |
| Quyển 5  | Mê hải Quy sào (谜海归巢)                                         | Quyển 4 | Xà chiểu Quỷ thành (蛇沼鬼城) |
| Quyển 5  | Mê hải Quy sào (谜海归巢)                                         | Quyển 6 | Âm sơn Cổ lâu (阴山古楼)      |
| Quyển 7  | Cung lung Thạch ảnh (邛笼石影)                                    | Quyển 6 | Âm sơn Cổ lâu (阴山古楼)      |
| Quyển 7  | Cung lung Thạch ảnh (邛笼石影)                                    | Quyển 8 | Đại kết cục (大结局)          |

### Ngoại truyện
| Tên hệ liệt                                                   | Tên sách                                      |
| ------------------------------------------------------------- | --------------------------------------------- |
| Ngô Tà tư gia bút ký                                          | Ngô Tà tư gia bút ký                          |
| Tạng Hải Hoa (藏海花)                                         | Diêm vương kỵ thi (閻王騎屍)                  |
| Tạng Hải Hoa (藏海花)                                         | Thiên niên phục bút (千年伏筆)                |
| Đạo mộ bút ký thiếu niên thiên: Sa Hải (盜墓筆記少年篇：沙海) | Hoang sa Quỷ ảnh (荒沙鬼影)                   |
| Đạo mộ bút ký thiếu niên thiên: Sa Hải (盜墓筆記少年篇：沙海) | Sa mãng Xà sào (沙蟒蛇巢)                     |
| Đạo mộ bút ký thiếu niên thiên: Sa Hải (盜墓筆記少年篇：沙海) | Quỷ hà Tử hải (鬼河死海)                      |
| Đạo mộ bút ký thiếu niên thiên: Sa Hải (盜墓筆記少年篇：沙海) | Cổ trấn Mê cục (古鎮迷局)                     |
| Mười năm                                                      | Mười năm                                      |
| Đạo mộ bút ký Trùng Khởi (盜墓筆記重啟)                       | Cực hải Thính lôi (極海聽雷)                  |
| Đạo mộ bút ký Trùng Khởi (盜墓筆記重啟)                       | Thi Hải Tầm Đăng                              |
| Đạo mộ bút ký Trùng Khởi (盜墓筆記重啟)                       | Thám hiểm Đông Nam Á                          |
| Lão Cửu Môn (老九門)                                          | Những câu chuyện Cửu Môn                      |
| Lão Cửu Môn (老九門)                                          | Hồi Ức Cửu Môn                                |
| Lão Cửu Môn (老九門)                                          | Cửu Môn Dị Văn Lục                            |
| Lão Cửu Môn (老九門)                                          | Lão Cửu Môn                                   |
| Lão Cửu Môn (老九門)                                          | Lão Cửu Môn phiên ngoại: Tứ đồ Hoàng Quỳ      |
| Lão Cửu Môn (老九門)                                          | Lão Cửu Môn phiên ngoại: Chuyện cũ Tương Tây. |

### Truyện ngắn
Hạ tuế thiên là một dạng truyện ngắn viết thường là vào cuối năm làm rõ một chuyện gì đó, ngắn và ít có nhiều sự kiện lớn. 
| Tên sách                                                      | Nội dung |
| Hạ tuế thiên 2009                                             | Kể về chuyện xảy ra khi Ngô Tà về nhà cũ bốc mộ cho ông nội Ngô Lão Cẩu                                                                   |
| Hạ tuế thiên 2014: Ảo cảnh                                    | |
| Hạ tuế thiên 2015: Bảy ngón                                   | Ngô Tà và Tiểu Hoa ở trong nhà cũ phát hiện phòng ẩn giấu trong nhà cũ do “Bảy Ngón” thiết kế.                                            |
| Hạ tuế thiên 2016: Điếu vương                                 | |
| Hạ tuế thiên 2017: Mộ mù                                      | |
| Hạ tuế thiên 2018: Hồ sơ Nam bộ                               | |
| Hạ tuế thiên 2021: Đăng Hải Tầm Thi                           | |
| Thiên Diện                                                    | Viết về A Thấu, cô gái đã đưa mặt nạ chú Ba đến cho Ngô Tà                                                                                |
| Hoa Dạ Tiền Hành Vô Thanh Lạc Mạc                             | |
| Ghi chép thôn Vũ                                              | Cuộc sống về hưu và kế hoạch mở quán ăn nhà vườn của Thiết Tam Giác                                                                       |
| Ghi chép thôn Vũ - Du lịch                                    | Chuyến du lịch đến những chốn cũ của Thiết Tam Giác khám phá những chuyện kỳ lạ của Trương gia.                                           |
| Bọn họ đang làm gì 2022                                       | Xoay quanh những nhân vật phụ. Không còn là những câu chuyện vụn vặt mà liên kết với nhau và liên quan đến một vụ giết người hàng loạt... |
| Và nhiều Truyện ngắn rải rác khác đăng trên Weibo của tác giả | |

## Vũ trụ giả tưởng
Nhà văn Trung Quốc Nam Phái Tam Thúc đã xây dựng một hệ thống các nhân vật, địa danh cũng như các yếu tố liên quan khác trong các tập truyện chính, ngoại truyện tạo thành một vũ trụ hư cấu xuyên suốt trong tác phẩm.

### Nhân vật
- Thiết tam giác: Bộ ba nam chính của truyện. Lần đầu cùng gặp nhau ở Thất tinh Lỗ vương cung, khi ấy vẫn chưa hình thành quan hệ chặt chẽ. Sau lại cùng nhau trải qua nhiều cuộc chiến, đặc biệt từ khi cả ba tiến vào cuộc triển lãm của Khách sạn Tân Nguyệt gây náo loạn, họ được gọi là 「Thiết tam giác; 鐵三角」, nghĩa là "Tam giác sắt".
  - Ngô Tà (tiếng Trung: 吳邪): Nhân vật chính của bộ truyện. Anh xuất thân từ gia đình giàu truyền thống trộm mộ ở Trường Sa là Ngô gia, đây là một gia tộc trộm mộ lớn được liệt vào Lão Cửu Môn (老九門). Là sinh viên trường Đại học Kiến trúc, sau khi tốt nghiệp quyết định mở một tiệm kinh doanh đồ cổ, gọi là Ngô Sơn cư (吳山居) tại Hàng Châu.
  - Trương Khởi Linh (tiếng Trung: 張起靈): không rõ tên thật, người thường xưng gọi là Tiểu Ca (小哥). Một thanh niên có quá khứ bí ẩn, Tộc trưởng đương nhiệm và rất có khả năng là cuối cùng của một gia tộc huyền bí ở Trường Bạch Sơn.
  - Vương Bàn Tử (tiếng Trung: 王胖子): tự xưng Bàn gia (胖爷), là một người trộm mộ đến từ phương Bắc, chuyên ở Phan Gia Viên, Bắc Kinh bán đồ cổ, đồng đội của Ngô Tà và Trương Khởi Linh trong suốt bộ truyện.
- Lão Cửu Môn: Thời kỳ Dân Quốc, có một nhóm gia tộc trộm mộ ở vùng Trường Sa, Hồ Nam, họ được giang hồ gọi là 「Lão Cửu Môn; 老九門」 hay 「Cửu Môn Đề đốc; 九門提督」. Trong phạm vi khu vực đó, không ai không biết đến họ. Cả 9 gia tộc này đều có nhân số khổng lồ, chuyên buôn lậu văn vật cổ để kiếm tài sản, sở hữu đồ vàng vật quý hiếm đều phải thông qua 1 trong 9 gia tộc này. Cách gọi "Lão Cửu Môn" này được hình thành bởi vì các thành lớn thời cổ đều có 9 cửa, muốn thông qua thành đều phải chọn 1 trong 9 cửa. Xưng hô "Lão Cửu Môn" chính là muốn nói khi buôn bán ở Trường Sa đều phải tự chọn 1 trong 9 gia tộc này mà kết nối, nếu không sẽ không thể hành nghề. Từ sau khi Trường Sa giải phóng, Lão Cửu Môn trên danh nghĩa đã bị giải thể. Sau đó, trong giang hồ còn xưng gọi "Tân Cửu Môn", nhưng theo Ngô Tà ghi lại thì chỉ là tự phong, vĩnh viễn không sánh bằng Lão Cửu Môn được. Lão Cửu Môn phân ra làm ba hạng, trong đó "Thượng Tam môn"  chính là người của Nhà nước, "Bình Tam môn" là đạo tặc, còn "Hạ Tam môn" còn lại là thương nhân. Câu chuyện cụ thể về Lão Cửu Môn được ghi trong hai Ngoại truyện "Lão Cửu Môn" và "Ngô Tà tư gia Bút ký" do Nam Phái Tam Thúc viết.
  - "Thượng Tam môn" (上三門), đều là lão gia tộc giàu có, hơn nữa thân phận cũng đã chính thức được gột sạch. Cả ba gia tộc thuộc hạng này đều có cửa hàng buôn bán, hơn nữa còn có thế lực khổng lồ trong bộ máy nhà nước, trộm mộ thì chủ yếu chỉ dựa vào thủ hạ của mình.
  - "Bình Tam môn" (平三門), đây đều là những anh hùng can đảm, thủ hạ nhiều nhất cũng chỉ là vài người đồ đệ, cả ngày đi ở trong núi. Bọn họ đều tương đối còn tuổi trẻ, hơn nữa tham lam dục vọng cũng rất nặng, giết người cướp của đều làm được, danh tiếng đều là dựa vào chém giết mà thành.
  - "Hạ Tam môn" (下三門), đều là thương nhân bán đồ cổ, chủ yếu dựa vào việc mua đi bán lại là chính, tuy rằng bản lĩnh không kém thế nhưng cũng không hay tự mình hoạt động. Có quan hệ giao hảo với 3 gia tộc của Bình Tam môn nhưng ít lai vãng tới Thượng Tam môn.

## Xuất bản
Sau khi xuất bản, riêng bảy tập đầu đã đạt lượng sách tiêu thụ trên 10 triệu bản, đưa tác giả lên vị trí thứ hai trong Bảng xếp hạng các tác giả có thu nhập cao nhất năm 2011.

### Trung Quốc
| STT | Công ty Xuất bản Hữu nghị Trung Quốc                                            | Nhà xuất bản Văn học Nghệ thuật Thời đại                                  | Nhà xuất bản Văn hóa Thượng Hải                                                                                                   |
| --- | ------------------------------------------------------------------------------- | ------------------------------------------------------------------------- | --- |
| 1   | Thất tinh Lỗ vương cung (七星鲁王宫) Ngày 1 tháng 1 năm 2007 ISBN 9787505722835 | —                                                                         | Thất tinh Lỗ vương cung (七星鲁王宫) Tháng 9 năm 2011 ISBN 9787807407270                                                          |
| 2   | Tần Lĩnh thần thụ (秦岭神树) Ngày 1 tháng 4 năm 2007 ISBN 9787505723306         | —                                                                         | Tần Lĩnh thần thụ (秦岭神树) Tháng 9 năm 2011 ISBN 9787807407287                                                                  |
| 3   | Vân Đỉnh Thiên cung (云顶天宫) Ngày 1 tháng 11 năm 2007 ISBN 9787505723856      | —                                                                         | Vân Đỉnh Thiên cung (云顶天宫) Tháng 9 năm 2011 ISBN 9787807407294                                                                |
| 4   | Xà chiểu Quỷ thành (蛇沼鬼城) Ngày 1 tháng 10 năm 2008 ISBN 9787505724778       | —                                                                         | Xà chiểu Quỷ thành (蛇沼鬼城) Tháng 9 năm 2011 ISBN 9787807407300                                                                 |
| 5   | Mê hải Quy sào (谜海归巢) Ngày 1 tháng 7 năm 2009 ISBN 9787505725508            | —                                                                         | Mê hải Quy sào (谜海归巢) Tháng 9 năm 2011 ISBN 9787807407317                                                                     |
| 6   | Âm sơn Cổ lâu (阴山古楼) Ngày 1 tháng 1 năm 2010 ISBN 9787505726444             | —                                                                         | Âm sơn Cổ lâu (阴山古楼) Tháng 9 năm 2011 ISBN 9787807407324                                                                      |
| 7   | —                                                                               | Cung lung Thạch ảnh (邛笼石影) Ngày 1 tháng 9 năm 2010 ISBN 9787538731330 | Cung lung Thạch ảnh (邛笼石影) Tháng 9 năm 2011 ISBN 9787807407331                                                                |
| 8   | —                                                                               | —                                                                         | Đại kết cục (大结局) (Thượng) Tháng 12 năm 2011 ISBN 9787807408017 Đại kết cục (大结局) (Hạ) Tháng 12 năm 2011 ISBN 9787807408031 |
| 9   | —                                                                               | —                                                                         | |

### Việt Nam
Hiện ở Việt Nam đã phát hành 2 quyển do NXB Thời Đại và công ty Bách Việt ấn hành. Trong đó, quyển 1 ra mắt lần đầu vào năm 2013 và tái bản vào năm 2014; Quyển 2 vừa ra tháng 3 năm 2015 và bị thu hồi vì phát hành bất hợp pháp. Cuốn sách gây tranh cãi khi bị cho là “chứa một số chi tiết liên quan đến tranh chấp lãnh thổ giữa Việt Nam và Trung Quốc”.

## Chuyển thể

### Manhua
| Tên                     | Ghi chú       |
| ----------------------- | ------------- |
| Đạo Mộ Bút Ký Thất Mộng | Đang bị drop. |
| Đạo Mộ Bút Ký           | Đang bị drop. |
| Trùng khởi              | Đang bị drop. |
| Hồ sơ Nam bộ            | Đang bị drop. |

### Donghua
Thuật ngữ “Donghua” được sử dụng để chỉ bất kỳ loại Phim hoạt hình nào bằng tiếng Trung Quốc có nguồn gốc từ bất kỳ quốc gia nào.
- Đạo Mộ Bút Ký: Tần Lĩnh Thần Thụ (12 tập)[25]

### Phim truyền hình
| Năm     | Tên phim                           | Hãng sản xuất | Đạo diễn                            | Diễn viên chính | Số tập | Ghi chú (Để người đọc tiện theo dõi, các tác phẩm sắp xếp theo đúng với các tập truyện chứ không theo năm sản xuất)                                              |
| ------- | ---------------------------------- | --- | ----------------------------------- | --- | ------ | --- |
| 2015    | Đạo mộ bút ký                      | Hoan Thụy Thế Kỷ Văn Hóa truyền thông Nam Kinh Đại Đạo Hành Trí Quản lý đầu tư Hàng Châu Nam Phái Thượng Chúng ảnh thị truyền thông Bắc Kinh Truyền thông Quang Tuyến Iqiyi | Trình Bảo Thụy, La Vĩnh Sương       | Lý Dịch Phong, Đường Yên, Dương Dương, Lưu Thiên Tá, Trương Trí Nghiêu                                                           | 12     | Dựa theo quyển 1: phần Thất tinh Lỗ vương cung (七星鲁王宫) |
| 2019    | Đạo Mộ Bút Ký 2                    | Hoan Thụy Thế Kỷ Thượng Hải Tencent Penguin Khorgos Colorful Films Co., Ltd.                                                                                                | Lưu Quốc Huy, Chu Dục Nhất          | Thành Nghị, Hầu Minh Hạo, Trương Bắc Vũ                                                                                          | 40     | Dựa theo quyển 1: phần Nộ hải Tiềm sa (怒海潜沙); quyển 2: phần Tần Lĩnh thần thụ (秦岭神树)                                                                     |
| 2021    | Đạo Mộ Bút Ký: Vân Đỉnh Thiên Cung | Hoan Thụy Thế Kỷ Thượng Hải Tencent Penguin Khorgos Colorful Films Co., Ltd.                                                                                                | Lưu Quốc Huy                        | Bạch Chú, Triệu Đông Trạch, Trương Bắc Vũ                                                                                        | 24     | Dựa theo quyển 3: phần Vân Đỉnh Thiên cung (云顶天宫) |
| 2020    | Chung cực bút ký                   | IQIYI | Trâu Hi, Mã Tiểu Cương, Vệ Lập Châu | Tăng Thuấn Hy, Tiêu Vũ Lương, Cáp Ni Khắc Tư, Lưu Vũ Ninh                                                                        | 36     | Dựa theo quyển 4: Xà chiểu Quỷ thành (蛇沼鬼城); quyển 5: Mê hải Quy sào (谜海归巢); quyển 6: Âm sơn Cổ lâu (阴山古楼); quyển 7: Cung lung Thạch ảnh (邛笼石影). |
| 2016    | Lão Cửu Môn                        | IQIYI | Bạch Nhất Thông                     | Vương Sấm, Trần Vỹ Đình, Triệu Lệ Dĩnh, Trương Nghệ Hưng, Viên Băng Nghiên, Ứng Hạo Minh, Vân Hào, Vương Mỹ Nhân, Trương Minh Ân | 48     | Dựa theo ngoại truyện: 「Lão Cửu Môn; 老九門」 |
| Chưa rõ | Tạng Hải Hoa                       | Tencent Pictures, Quantum Entertainment, Nanpai Entertainment |                                     | Trương Lỗ Nhất, Văn Vịnh San, Trần Minh Hạo, Trương Khang Lạc, Ngụy Thiên Tường                                                  | 36     | Dựa theo ngoại truyện: Tạng Hải Hoa(藏海花) |
| 2018    | Sa hải                             | Hoan Thụy Thế Kỷ Thượng Hải Tencent Penguin Khorgos Colorful Films Co., Ltd.                                                                                                | Từ Lỗi                              | Dương Dung, Trương Manh, Lý Thần, Ngô Lỗi                                                                                        | 52     | Dựa theo ngoại truyện: Đạo mộ bút ký thiếu niên thiên: Sa Hải (盜墓筆記少年篇：沙海)                                                                             |
| 2020    | Trùng Khởi Chi Cực Hải Thính Lôi   | IQIYI | Phan Anh Tử                         | Chu Nhất Long, Hồ Quân, Trần Minh Hạo, Mao Hiểu Đồng                                                                             | 62     | Dựa theo ngoại truyện: Đạo mộ bút ký Trùng Khởi (盜墓筆記重啟)                                                                                                   |

### Phim điện ảnh
| Năm  | Tên phim                                      | Hãng sản xuất | Đạo diễn     | Diễn viên chính                                        | Ghi chú |
| ---- | --------------------------------------------- | ------------- | ------------ | ------------------------------------------------------ | --- |
| 2016 | Đạo Mộ Bút Ký                                 |               | Lý Nhân Cảng | Tỉnh Bách Nhiên, Lộc Hàm, Mã Tư Thuần, Vương Cảnh Xuân | Bộ phim thu về 1 tỷ 4 triệu nhân dân tệ tại phòng vé, xếp thứ chín doanh thu phòng vé khu vực Trung Quốc đại lục năm 2016, và thứ năm nếu chỉ tính riêng phim Trung Quốc.                     |
| 2016 | Lão Cửu Môn Ngoại Truyện: Nhị Nguyệt Hoa Khai | IQIYI         |              | Trương Nghệ Hưng                                       | Chương trình chiếu mạng. Nhị Nguyệt Hồng mượn cớ hát kịch để đưa mọi người xuống mộ, thể hiện bí mật côn thuật, đấu trí so dũng khí, đương đầu muôn vàn hiểm nguy để bảo vệ báu vật quốc gia. |
| 2016 | Lão Cửu Môn Ngoại Truyện: Tứ Đồ Hoàng Quỳ     | IQIYI         |              |                                                        | Chương trình chiếu mạng. Kể về cuộc đời của thiếu niên Trần Bì A Tứ trước khi bái Nhị Nguyệt Hồng làm sư phụ.                                                                                 |
| 2016 | Lão Cửu Môn Ngoại Truyện: Hổ Cốt Mai Hoa      | IQIYI         |              |                                                        | Chương trình chiếu mạng. Giải Cửu Gia rơi vào tình thế khó khăn của các vụ án hóc búa, bắt tay với phó quan cùng nhau phá vụ án giết người liên hoàn.                                         |
| 2016 | Lão Cửu Môn Ngoại Truyện: Hằng Hà Sát Thụ     | IQIYI         |              |                                                        | Chương trình chiếu mạng. Trước khi Hoắc Tiên Cô trở thành đương gia đã bị nhốt ở ngôi chùa thần bí, bà và tám người còn lại của Cửu Môn phải làm thế nào để thoát khỏi đó.                    |
| 2018 | Ngoại Truyện Sa Hải: Họa Mối                  |               |              |                                                        | |
| 2018 | Ngoại Truyện Sa Hải: Bạng Nhân.               |               |              |                                                        | |
| 2022 | Xà Cốt Phật Tháp                              | Youku         |              |                                                        | Chương trình chiếu mạng |
| 2022 | Lão Cửu Môn Ngoại Truyện: Thanh Sơn Hải Đường | IQIYI         |              |                                                        | Chương trình chiếu mạng. Thiếu niên Trương Khải Sơn gặp bầu gánh trẻ Nhị Nguyệt Hồng. Hai người cùng nhau chống lại quân phiệt Tả Khiêm Chi vô cùng độc ác, chiếm cứ Trường Sa đã lâu.        |
| 2022 | Trùng Khởi: Bí Mộ Vực Sâu                     | Youku         |              |                                                        | Chương trình chiếu mạng |

### Trò chơi điện tử
| Năm  | Tên                      | Nhà sản xuất | Thể loại trò chơi | Các nền tảng |
| ---- | ------------------------ | ------------ | ----------------- | ------------ |
| 2021 | Tân Đạo Mộ Bút Ký Mobile | Youzu Games  | MMORPG            | điện thoại   |